# 레플리컨트 마인드
레플리컨트 마인드(Replicant Mind)는 2018년 제작된 이스라엘의 SF 단편 영화로, 토머 바인베르크가 연출했다. 인간의 ‘마음’을 추출·저장하고 재주입할 수 있는 미래 사회를 배경으로, 환자의 의식이 복제되는 상황에 직면한 의료진의 딜레마를 다룬다.

## 줄거리
인간의 마음을 저장했다가 다시 주입할 수 있는 의료 기술이 발달한 미래, 한 의사와 조수가 환자에게 보관된 의식을 재주입하는 수술을 진행한다. 그러나 과정 중 의식이 복제되었음을 깨닫고, 두 개의 의식 중 하나를 제거해야 하는 어려운 선택에 맞닥뜨린다.

## 제작 및 상영
본 작품은 텔아비브 대학교 시설에서 촬영되었다. 2018년 이스라엘 유토피아 판타스틱 영화제(Utopia Festival)에서 상영된 뒤, 같은 해 대한민국 부천국제판타스틱영화제(BIFAN) “판타스틱 단편 걸작선 12” 섹션을 통해 국제 프리미어로 상영되었으며, 이 행사에 감독 토머 바인베르크가 게스트로 참석하였다.

## 출연
- 스마다르 킬친스키 : 클로너 박사 역
- 두디 고든 : 하임 이단 역
- 게리 바바드자노프 : 크레민스커 역

## 제작진
- 감독: 토머 바인베르크
- 각본: 토머 바인베르크, 바 프리드먼(Bar Friedman), 우리 길(Uri Gil)
- 촬영: 로이 마아얀(Roy Maayan)
- 음악: 옴리 라하브(Omri Lahav)
- 편집: 바 프리드먼(Bar Friedman)
- 미술: 엘라드 하다르-마다이(Elad Hadar-Madai)
- 제작사: Flop Productions